# 浮世風呂
『浮世風呂』（うきよぶろ）は、式亭三馬が書いた滑稽本である。文化6年（1809年）から文化10年（1813年）にかけて刊行された。内容は4編9冊に分けられ、初編・四編が男湯、二編・三編が女湯となっている。角書をつけると『諢話浮世風呂』（おどけばなしうきよぶろ）となる。前編の口上に三笑亭可楽の落語を趣向にしたとあり、当時の庶民の生活を浴場を舞台に描き、落語の話術を取り入れた会話の軽妙さと様々な人々の仕草を詳細に描いた点が特徴である。

## あらすじ

### 初編
- 朝湯の光景 - 中風の豚七がまわらぬ口で湯屋の戸を叩く。額を抜いた22、3の男と楊枝をつかいながらやって来る若者がいる。彼らはよいよいをからかう。湯屋の戸が開く。豚七は石榴口から入って鼻歌を歌う。70くらいの隠居がやって来る。浴客のぴんすけと昨夜の地震の話をする。客がだんだん入ってきて混んでくる。子供連れの40男がいる。徳蔵と金兵衛は昨夜はどこに行ったなどと語り合う。隠居と医者が話す。八兵衛と松右衛門が地主の零落した話をする。田舎出の三助が十能に火を入れてやって来て、ヤマノイモがウナギになったことを田舎言葉で話す。風呂のなかで豚七が湯気にのぼせて目を回し、大騒ぎ。
- 昼時の光景 - 風呂のなかで羽目を叩いて、「うめろ」という。老人がぶつぶつ小言を言う。江戸の風呂をまだ知らない西国者が、たらいに浸してある人のふんどしで顔を洗う。上方者がそれを見て笑う。
- 午後の光景 - 子供などおおぜいが手習いから下ってわいわい騒いだあとに喧嘩になる。一方では芝居のうわさをしている子供たちがいて、歌川豊国の絵を褒めている子供たちもいる。生酔いがやって来て番頭を困らせる。階上では5、6人で将棋をしている。風呂の中で仙台浄瑠璃をやっている座頭連中がいる。生酔いがやって来て、座頭の小桶を隠してからかう。勇みが見かねて生酔いを追い出すなど騒々しい。

### 二編
朝湯より昼前の女湯の光景 - 謎々染の浴衣の18、9の女、料理屋の娘、30ばかりの白歯の女が客の話や芝居の話をする。子供連れの年増女などが子供の弁当のこと、流行のこと、娘の嫁ぎ先の話、産の話、奉公の話などをする。水槽のそばには老婆2人がグチや娘の悪口を言っている。上方筋の女房と江戸の女が上方言葉と江戸言葉の優劣論をしている。脱衣場では子供たちの喧嘩がある。風呂の中には饒舌な女と無愛想な女と言葉のなまる女が夫婦げんかの話をしている。子供の喧嘩から子供の母と祖母が口汚く罵り合う。これらが去ったあと、嫁と姑がやって来て、嫁が姑を大事に扱う。女中が残って嫁を褒め、理想の夫について話す。一方には老婆と女房がなにより信心が必要だと説く。34、5の乳母と13、4の子守が自分の守子について争う。上り口には鼻かけの年増が仲間と話している。

### 三編
初湯の女湯 - 常磐津節の師匠らしい若い女が客の噂をし、拳の講釈をする。10くらいの女の子2人が稽古の話から毬と羽子の優劣論を始める。老婆と中年女の世間話。下女らが主人らの悪口を言う。九つ（午後0時ころ）の時計が鳴る。ひょうきんなおかみがやって来てみんなを笑わせる。子供を洗っている女が、隣の女と焼きイモの話をする。山出しの女中が大声で歌い始め、おだてにのって甚句の口説をうたう。流し合っている女らが膏薬の話、夫婦喧嘩の話をする。八つ（午後2時ころ）の時計が鳴る。文学少女が源氏物語などの話をする。母親が息子の不身持ちの話をする。屋敷下りの女中らがやって来る。義太夫節の女房がしゃべっている。

### 四編
ふたたび男湯の光景 - 秋。風呂屋の前を女の子供らが大勢盆唄を歌ってゆく。涼んでいた男と番頭が盆踊りの話をする。番頭は孟母三遷を説き、女の子には優しいものを教えたいという。むだ助は環境よりも性格が必要だと論ずる。他の男は妥協論をする。ひょうきん者の飛八がやって来ておおぼらをふく。鉄炮作と異名のある男がやって来て冗談を言う。俳諧師鬼角がやって来て越後の話になる。どれもだぼらと虚言の比べあい。鬼角と商人体の黙兵衛が俳諧地口の話をする。豆本田に結った近視眼の男と放蕩のせいで若隠居になった男が、この頃の生活状態と放蕩時代の話をする。上方下りの独身の若者が番頭と話をしている前を八百屋が通る。上方者は気長に値切って気短な江戸者をいら立たせる。初編既出の豚七がやって来る。番頭にからかわれているところに店の者がやって来て豚七を色男扱いをする。闇吉と月八が流行唄に通をふりまく。馬鹿丁寧な言葉を使う俳助と闇吉が話をする。風呂のすみに新内節を語る勇みの男がいる。中腹の生酔が騒々しいと怒鳴る。老人がやって来て昔の自慢をし、芝居の今昔を論ずる。なかには座頭が十四経をさらいながら八人芸の声色をつかっている。薬種屋の苦九郎がマイタケを食わせられた中毒で踊りを始める。座頭がうたう。他の客にはやされて苦九郎は夢中で踊っている。

## 学術的価値
江戸時代の日本語を記録した日本語史の重要資料であり、敬語表現やオノマトペなどの研究に用いられる。ガ行鼻濁音の記録としても貴重である。

## 刊本
- 和田万吉校訂『浮世風呂』岩波書店〈岩波文庫〉、1928年
- 中村通夫校注『浮世風呂』岩波書店〈日本古典文学大系〉、1957年
- 神保五弥校注『浮世風呂』角川書店〈角川文庫〉、1968年 - 『新日本古典文学大系』（岩波書店、1989年）に収録

## 関連書籍
- 神保五弥『浮世風呂 江戸の銭湯』毎日新聞社　1977年
- 本田康雄『浮世風呂・浮世床 世間話の文学』平凡社 セミナー「原典を読む」　1994年